# 余心樂 (1948年)
余心樂（1948年6月4日—），本名朱文輝，男，台湾台东人，中华民国推理小說作家、翻译家、評論家。曾任歐洲華文作家協會會長，現為歐洲華文作家協會會員。

## 生平
余心乐生於台灣臺東，文化大學德文系畢業後，前往瑞士蘇黎世大學專攻傳播學系及社會心理學系，1975 年起旅居瑞士。

## 作品
對推理文學有濃厚興趣，熱中犯罪推理文學之創作、翻譯與評論。曾以「生死線上」一文獲第二屆林佛兒推理小說首獎。此外亦曾在推理雜誌上發表專文「偵探推理文學面面觀」，展現其多年研究心得。對中外語文現象之觀察與研究，亦抱有濃厚興趣。除中文創作評論外，亦積極參與瑞士犯罪推理小說界的活動，其長篇小說《命案的版本》亦有德文譯本發行。

## 作品列表

### 長篇推理小說
- 推理之旅
- 命案的版本（德文譯本由 OctavoPress 出版）

### 中短篇小說
- 異類的接觸
- 生死線上
- 真理在選擇他的敵人
- 松鶴樓
- 郵差總是不按鈴
- 洗錢大獨家

### Sprache: Deutsch
- Die Mordversionen 《命案的版本》

Verlag: Octavopress, Triesen, 2002
ISBN 3905501570
ISBN 9783905501575 
- Sprachspass: Beim Fischen im Wörtermeer 《字海捕語趣》

Verlag: PRONG PRESS, 2016
ISBN 3906815056
ISBN 978-3906815053
- (推理之旅) Die Krimireise, ISBN 978-3-906815-42-8[2][3]